# یواس‌اس هاتراس (۱۸۶۱)
یواس‌اس هاتراس (۱۸۶۱) (به انگلیسی: USS Hatteras (1861)) یک کشتی بود که طول آن ۲۱۰ فوت (۶۴ متر) بود. این کشتی در سال ۱۸۶۱ ساخته شد.